# 西點 (伊利諾伊州傑克遜縣)
西點（英語：West Point）是位於美國伊利諾伊州傑克遜縣的一個非建制地區。該地的面積和人口皆未知。

## 地理
西點的座標為37°53′56″N 89°37′19″W / 37.89889°N 89.62194°W，而該地的平均海拔高度為181米（即594英尺）。